# Новицкий, Олекса Николаевич
Олекса Николаевич Новицкий (укр. Олекса Миколайович Новицький; 20 апреля 1914, Пии — 26 июня 1992, Киев) — украинский советский поэт, переводчик, заслуженный работник культуры Грузинской ССР, член КПСС с 1942 года, член Союза писателей Украины.

## Биография
Родился 20 апреля 1914 года в селе Пии Каневского уезда Киевской губернии в крестьянской семье. Стихи начал писать ещё в школьные годы. Окончил педагогический техникум имени Бориса Гринченко, который тогда являлся отделом Киевского университета. После окончания педтехникума работал учителем в сёлах Гатное и Белогородка.
С 1932 по 1940 год работал в редакциях газет «Молодой пролетарий», «Більшовик», «Комсомолец Украины», «Известия», «Киевская правда» и журналах «Вітчизна», «Україна».
Участник Великой Отечественной войны. Работал военным корреспондентом газет «Комуніст», «Советская Украина», «Красная Армия». В августе 1942 года был ранен. После выздоровления исполнял обязанности начальника отдела молодёжно-партизанского вещания на радиостанции при Совете министров УССР. Награждён медалью «Партизану Отечественной войны» I степени и другими наградами.
После войны работал некоторое время секретарём Павла Тычины.
Умер на 79 году жизни 26 июня 1992 года в Киеве. Похоронен вместе с женой на Байковом кладбище.

## Творчество
Значительную часть своей жизни посвятил Тарасу Шевченко. В частности, Шевченко посвятил поэтические произведения «Голос Кобзаря» (1942), «Здравствуй, земле Тарасова!» (1944), «Памятник в Канаде» (1956), «Шевченко и Олдридж» (1957), «Сеспель переводит „Екатерину“» (1960), «Славься, великий Кобзарю» (1964). Выступил автором разведки «Тарас Шевченко и Айра Олдридж» (1966), статьи «Тарас Шевченко и Акакий Церетели» (1948).
Олекса Новицкий был одним из составителей двухтомной антологии «Поэзия грузинского народа» (1961, в соавт.), антологии молодой поэзии «Солнечная гроздь» (1970), «Радужными мостами» (1968), «Голоса Азербайджана» (1981) и других изданий, редактором нескольких сборников переводов.
Новицкий также выступил автором текстов песен к фильмам: «Голубые дороги» (1947), «Калиновая роща», «Судьба Марины» (1953), «Рождённые бурей» (1957), «Киевлянка» (1960), «Наследники» (1960), «Среди добрых людей (фильм)» (1962).

### Поэзии
- «Мы идём на бой» (1942);
- «Живи, Украина» (1943);
- «Украина солнечная моя» (1966);
- «Славлю мою Родину» (сборник песен, 1978).

### Переводы
Олекса Новицкий перевёл на украинский язык произведения о Шевченко многих поэтов: русского поэта В. Лебедева-Кумача «Народ не забыл своего Тараса» (1960), белорусских поэтов М. Танка «Вестнику свободы» (1964) и М. Климковича «На Виленской дороге» (1963), грузинских поэтов А. Жвания «Будешь сиять человечеству» (1961), К. Р. Каладзе «Кобзарь» (1964), Г. Леонидзе «Тарасу Шевченко» (1960) и И. Нонешвили «Дерево Шевченко» (1963), армянского поэта Г. Сарьяна «Тарасу Шевченко» (1961), казахского поэта Г. Каирбекова «Акин Тарас» (1964), литовского поэта Э. Матузявичюса «Ива Шевченко» (1963).

## Интересные факты
- В выпуске № 8 журнала «Перець» за 1984 год был размещён дружеский шарж А. Арутюнянца, посвященный 70-летию художника[1].